# Émirats arabes unis aux Jeux olympiques d'été de 2012
Les Émirats arabes unis participent aux Jeux olympiques d'été de 2012 à Londres au Royaume-Uni du 27 juillet au 12 août 2012. Il s'agit de leur 8e participation à des Jeux d'été.

## Athlétisme
Hommes
Concours
| Athlète               | Épreuve     | Qualification | Qualification | Finale   | Finale |
| Athlète               | Épreuve     | Distance      | Rang          | Distance | Rang   |
| --------------------- | ----------- | ------------- | ------------- | -------- | ------ |
| Mohamed Abbas Darwish | Triple saut | 16.06         | 24e           | –        | –      |

Femmes
Courses
| Athlète          | Épreuve | Séries   | Séries | Quarts de finale | Quarts de finale | Demi-finales | Demi-finales | Finale   | Finale |
| Athlète          | Épreuve | Résultat | Rang   | Résultat         | Rang             | Résultat     | Rang         | Résultat | Rang   |
| ---------------- | ------- | -------- | ------ | ---------------- | ---------------- | ------------ | ------------ | -------- | ------ |
| Betlhem Desalegn | 1 500 m | 4:14.07  | 35e    | NC               | NC               | –            | –            | –        | –      |

## Football
L'équipe des Émirats arabes unis est qualifiée pour les Jeux olympiques de Londres.

### Tournoi masculin
Classement
| Rang | Équipe              | Pts | J | G | N | P | Bp | Bc | Diff |
| ---- | ------------------- | --- | - | - | - | - | -- | -- | ---- |
| 1    | Grande-Bretagne     | 7   | 3 | 2 | 1 | 0 | 5  | 2  | +3   |
| 2    | Sénégal             | 5   | 3 | 1 | 2 | 0 | 4  | 2  | +2   |
| 3    | Uruguay             | 3   | 3 | 1 | 0 | 2 | 2  | 4  | -2   |
| 4    | Émirats arabes unis | 1   | 3 | 0 | 1 | 2 | 3  | 6  | -3   |

|  | Qualifié pour le deuxième tour de la compétition.                                                                  |
|  | Pts points ; G victoires ; N match nuls ; P défaites Bp buts marqués ; Bc buts encaissés ; Diff différence de buts |

Matchs
| 26 juillet 2012 | Émirats arabes unis | 1 - 2   | Uruguay                   | Old Trafford, Manchester                       |                                                |
| 17 h 00 CEST    | Matar 23e           | (1 - 1) | Ramírez 42e · Lodeiro 56e | Spectateurs : 51 745 Arbitrage : Peter O'Leary | Spectateurs : 51 745 Arbitrage : Peter O'Leary |
| 17 h 00 CEST    | Rapport             |         |                           | Spectateurs : 51 745 Arbitrage : Peter O'Leary | Spectateurs : 51 745 Arbitrage : Peter O'Leary |

| 29 juillet 2012 | Grande-Bretagne                          | 3 - 1   | Émirats arabes unis | Stade Wembley, Londres                          |                                                 |
| 19 h 45 CEST    | Giggs 17e · Sinclair 73e · Sturridge 76e | (1 - 0) | Eisa 60e            | Spectateurs : 85 137 Arbitrage : Roberto García | Spectateurs : 85 137 Arbitrage : Roberto García |
| 19 h 45 CEST    | Rapport                                  |         |                     | Spectateurs : 85 137 Arbitrage : Roberto García | Spectateurs : 85 137 Arbitrage : Roberto García |

| 1er août 2012 | Sénégal    | 1-1   | Émirats arabes unis | City of Coventry Stadium, Coventry                 |                                                    |
| 19 h 45 CEST  | Konaté 49e | (0-1) | Matar 21e           | Spectateurs : 28 652 Arbitrage : Svein Oddvar Moen | Spectateurs : 28 652 Arbitrage : Svein Oddvar Moen |
| 19 h 45 CEST  | Rapport    |       |                     | Spectateurs : 28 652 Arbitrage : Svein Oddvar Moen | Spectateurs : 28 652 Arbitrage : Svein Oddvar Moen |

## Haltérophilie
| Athlète          | Compétition | Arraché  | Arraché | Épaulé-jeté | Épaulé-jeté | Total | Rang |
| Athlète          | Compétition | Résultat | Rang    | Résultat    | Rang        | Total | Rang |
| ---------------- | ----------- | -------- | ------- | ----------- | ----------- | ----- | ---- |
| Khadija Mohammed | -75 kg      | 51       | 12e     | 62          | 12e         | 113   | 12e  |

## Judo
| Athlète         | Compétition           | 1/32 de finale      | 1/16 de finale                  | 1/8 de finale       | Quarts de finale    | Demi-finales        | Repêchage 1         | Repêchage 2         | Finale              | Finale |
| Athlète         | Compétition           | Adversaire Résultat | Adversaire Résultat             | Adversaire Résultat | Adversaire Résultat | Adversaire Résultat | Adversaire Résultat | Adversaire Résultat | Adversaire Résultat | Rang   |
| --------------- | --------------------- | ------------------- | ------------------------------- | ------------------- | ------------------- | ------------------- | ------------------- | ------------------- | ------------------- | ------ |
| Humaid Al Derei | Moins de 66 kg hommes | NC                  | Battu par A Awad (EGY)0001/1010 | NC                  | NC                  | NC                  | NC                  | NC                  | NC                  | NC     |

## Natation
| Athlète           | Épreuve      | Séries  | Séries | Demi-finales | Demi-finales | Finale | Finale |
| Athlète           | Épreuve      | Temps   | Rang   | Temps        | Rang         | Temps  | Rang   |
| ----------------- | ------------ | ------- | ------ | ------------ | ------------ | ------ | ------ |
| Mubarak Al Besher | 100 m brasse | 1:05.26 | 42e    | -            | -            | -      | -      |

## Tir
| Athlète          | Compétition        | Qualification | Qualification | Finale | Finale |
| Athlète          | Compétition        | Points        | Rang          | Points | Rang   |
| ---------------- | ------------------ | ------------- | ------------- | ------ | ------ |
| Dhaher Al-Aryani | Trap hommes        | 107           | 32e           | NC     | NC     |
| Juma Al Maktoum  | Double trap hommes | 133           | 13e           | NC     | NC     |
| Saeed Al-Maktoum | Skeet hommes       | 118           | 13e           | NC     | NC     |